# Lamprotornis chalybaeus
El estornino orejiazul (Lamprotornis chalybaeus) es una especie de ave paseriforme de la familia que habita en África. Se extiende por el Sahel desde el Senegal a Etiopía y por el resto de África oriental y la zona septentrional del África austral. Es una especie muy común en las sabanas arboladas y realiza migraciones estacionales.

## Descripción

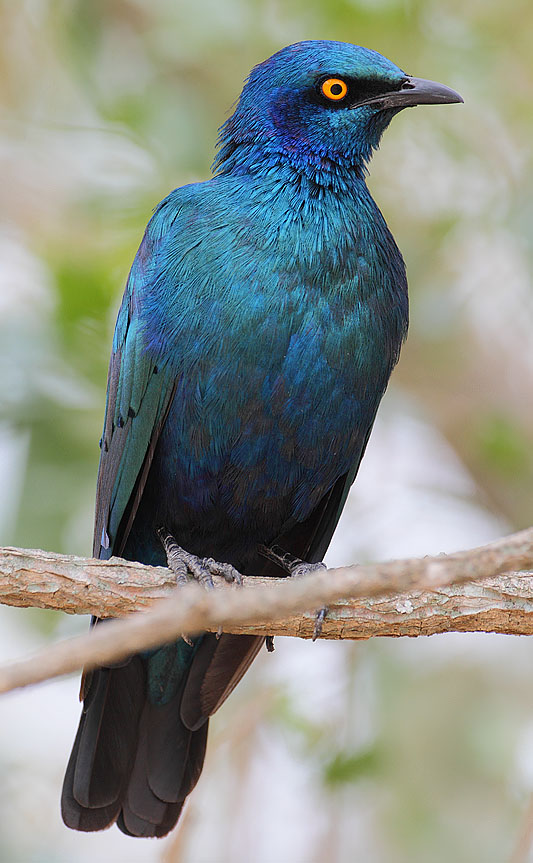
Ejemplar en Kenia.

El estornino orejiazul mide alrededor de 22 cm de largo, y tiene la cola corta. El color de su plumaje es en general de color verde azulado brillante, aunque su vientre es azul violáceo, y tiene una mancha azul oscuro a ambos lados de la cabeza, a la altura de las coberteras auriculares. El iris de sus ojos es de color amarillo intenso o naranja. Ambos sexos tienen un aspecto similar, pero los juveniles son de tonos pardos oscuros.
Las poblaciones desde Kenia meridional hacia el sur son más pequeñas que las del norte, y a veces se consideran una subespecie separada, L. c. sycobius.
Tiene un aspecto similar al estornino Swainson, pero en esta última especie el azul del vientre no se extiende hacia las patas.
El estornino orejiazul tiene un amplio espectro de llamadas melodiosas y chirriantes, pero la más familiar es un sonido nasal de tipo squii-ar.

## Comportamiento
El estornino orejiazul es muy gregario y forma grandes bandadas, a menudo con otros estorninos. Suele dormir en las acacias, los espinos y cañaverales.

### Reproducción

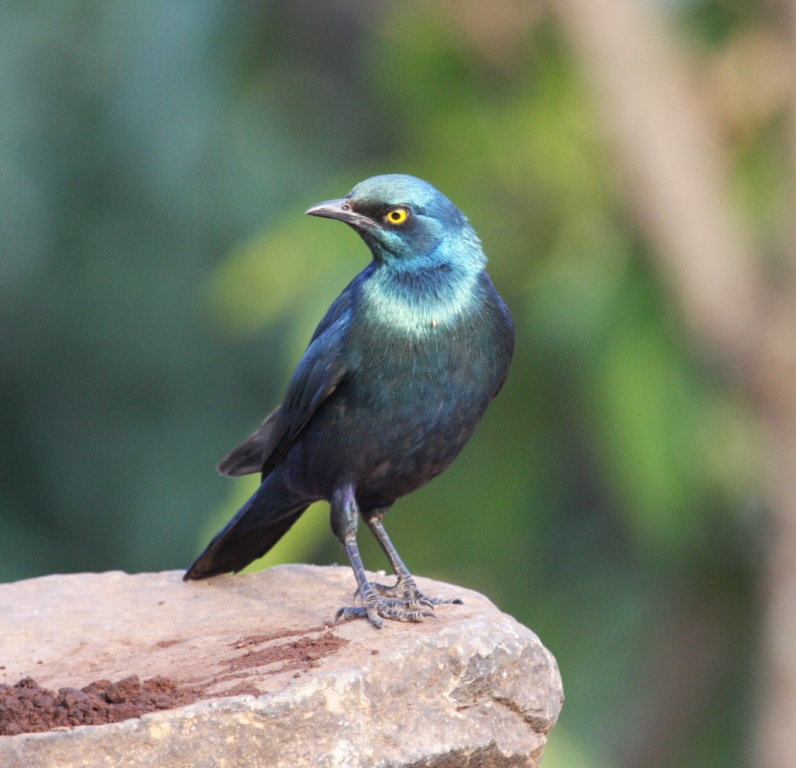
Adulto en Etiopía.

El estornino orejiazul anida en los huecos de los árboles, tanto en los naturales como en los oradados por los pájaros carpinteros o los barbudos. También anida en el interior de los grandes nidos de ramitas de aves de mayor tamaño, como el ibis sagrado o la cigüeña de Abdim. Su nidada consta de tres a cinco huevos, que generalmente son de color azul verdoso con motas pardas o moradas. Su incubación tarda 13–14 días. Los polluelos dejan el nido aproximadamente alrededor de los 23 días tras la eclosión.
Esta especie sufre el parasitismo de puesta del críalo y ocasionalmente del indicador grande.

### Alimentación
Como otros estorninos, el estornino orejiazul es omnívoro, se alimenta de una gran variedad de invertebrados, semillas y frutos, especialmente higos, aunque su dieta se compone principalmente de insectos que atrapa en el suelo.
Suele posarse sobre los ungulado para alimentarse de los insectos que espantan y ocasionalmente les quitan los ectoparásitos.